# سقطرى: الأرض المخفية
سقطرى: الأرض المخفية :
هو فيلم وثائقي أنتجته شركة كيلوجرام بوكس عام 2015".  يسلط الفيلم الوثائقي الضوء على كيفية خروج مجتمع جزيرة سقطرى اليمنية من عزلته ونضاله اليومي للحفاظ على تقاليده في مواجهة العولمة .
ظلت المعتقدات وأنماط الحياة القديمة لجزيرة سقطرى دون تغيير لقرون عديدة مخفية عن أعين العالم. على حد تعبيرهم كان يستخدم الناس حكاياتهم ومعتقداتهم وطرق حياتهم التقليدية لشرح كيف أن جزيرتهم ليست دائمًا بسهولة ١تتكيف مع نمط وجودها مع العالم الحديث.
حاز الفيلم الوثائقي على العديد من الجوائز الدولية: جائزة Rising Star من مهرجان كندا السينمائي الدولي، وجائزة Silver Palm من مهرجان المكسيك السينمائي الدولي، وأفضل تصوير سينمائي من مهرجان CEBU السينمائي الدولي، وترشيح لأفضل فيلم وثائقي أوروبي من ECU- The المهرجان الأوروبي للسينما المستقلة . 

## الحبكة
سقطرى: الأرض المخفية هي قصة الأرض المفقودة، التي ظلت معتقداتها وأنماط حياتها القديمة على حالها لقرون مخفية عن أعين العالم. للتنقل عبر مناطقها الساحلية ومناظرها الطبيعية الفريدة من نوعها، يعني عبور الحدود في الوقت المناسب، في رحلة مذهلة لا يمكن القيام بها إلا مرة واحدة، حيث ستكون التجربة في المرة القادمة مختلفة تمامًا. يتم اصطحاب السائح في إحدى هذه الرحلات، ليكشف أكثر جمال الجزيرة وغرابتها اللافتة للنظر، ويظهر الواقع المادي لسقطرى وكيف شكلت حياة سكان الجزيرة على مر القرون. لقد عاش السكان دائمًا معزولين عن المجتمع الحديث، ويعيشون بموارد قليلة جدًا، لكن لديهم ثروة روحية وثقافية كبيرة. الفيلم الوثائقي هو انعكاس لحياة وعادات هذا المجتمع المعزول، يرويه بعض أبرز الشخصيات في الجزيرة، الذين يستخدمون كلماتهم الخاصة، وحكاياتهم التقليدية ومعتقداتهم وأساليب حياتهم، ليخبرونا عن حياتهم. روحهم ومستقبلهم وكفاحهم اليومي للحفاظ على تقاليدهم في مواجهة العولمة.

## شركة الإنتاج
كيلوجرام بوكس هي شركة إنتاج أفلام مقرها في برشلونة، إسبانيا. منذ إنشائها، أثبتت الشركة التزامها بالأفكار المبتكرة والاستقلال المالي والنزاهة الفنية والأخلاقية.
يتكون Kilogram Box من شركة ديناميكية تعاونت في الدعاية للعلامات التجارية البارزة مثل Ikea و Freixenet و President و Tampax ، وعلى تصميم العلامات التجارية والهوية لكاتدرائية Sagrada Familia و Danone و Sanofi والمنظمة الغير الحكومية Observatori DESC.
من خلال الفيلم، يسعى Kilogram Box إلى إظهار التراث الثقافي الغني، ومع وجود العديد من المجتمعات الفريدة المعرضة للخطر أو على وشك الانقراض، وهذا في مهمة عاجلة وحيوية. يتعاون الاستوديو مع هذه المجتمعات المهددة بالانقراض، مما يمنحهم رؤية عالمية وفرصة لشرح حياتهم والصعوبات التي يواجهونها بكلماتهم الخاصة. بهذه الطريقة، يلتزم كيلوجرام بوكس بتمكين الأعضاء المعرضين للخطر في عالمنا والدفاع عنهم وحمايتهم.

## الجوائز
| مهرجان سينمائي                           | دولة                       | جائزة                   | نتيجة  | سنة  |
| ---------------------------------------- | -------------------------- | ----------------------- | ------ | ---- |
| مهرجان كندا السينمائي الدولي             | كندا                       | جائزة النجم الصاعد      | الفائز | 2015 |
| مهرجان المكسيك السينمائي الدولي          | المكسيك                    | جائزة النخلة الفضية     | الفائز | 2015 |
| مهرجان سيبو السينمائي الدولي             | فيلبيني                    | أفضل تصوير سينمائي      | الفائز | 2015 |
| مهرجان نويدا السينمائي الدولي            | الهند                      | أفضل تصوير سينمائي      | الفائز | 2015 |
| مهرجان ميكا السينمائي                    | البرازيل                   | أفضل تصوير سينمائي      | الفائز | 2015 |
| ÉCU - المهرجان الأوروبي للسينما المستقلة | فرنسا                      | أفضل فيلم وثائقي أوروبي | مرشح   | 2015 |
| مهرجان قوانغتشو الدولي للأفلام الوثائقية | الصين                      | أفضل فيلم وثائقي        | مرشح   | 2015 |
| مهرجان فلوريدا السينمائي                 | الولايات المتحدة الأمريكية | أفضل فيلم وثائقي        | مرشح   | 2015 |
| مهرجان المملكة المتحدة السينمائي         | المملكة المتحدة            | أفضل فيلم وثائقي قصير   | مرشح   | 2014 |

## الروابط الخارجية
- الموقع الرسمي
- شجونه
- شاهد الفيلم الوثائقي على Vimeo On Demand
- المقطع الدعائي الرسمي - YouTube
- علبة كيلوغرام - شركة إنتاج نسخة محفوظة 16 أبريل 2021 على موقع واي باك مشين.

1. ↑  "Out Of Hadhramout: Socotra: The Hidden Land ~ Filmmaker Uncovers The Exotic 'Lost World' Island..." Out Of Hadhramout. 21 نوفمبر 2014. مؤرشف من الأصل في 2023-10-20. اطلع عليه بتاريخ 2017-07-25.